# Staatliche Realschule Coburg I
Die Staatliche Realschule Coburg I (CO1) ist eine der beiden Staatlichen Realschulen in Coburg. An der Schule besteht ein sprach-, natur-, wirtschafts- und ein sozialwissenschaftlicher Realschulzweig.

## Geschichte
1955 wurde die Staatliche Realschule Coburg gegründet. Seit der Neugründung der zweiten Coburger Realschule (Staatliche Realschule Coburg II) im Schuljahr 1967/68 lautet der Name Staatliche Realschule Coburg I. 
Von 2008 bis 2010 arbeitete die Schule in einer bilateralen Comenius-Schulpartnerschaft mit einer Schule aus Sokolov (Tschechien) zusammen. Die Schule hat eine Zusammenarbeit mit dem Mehrgenerationenhaus in Coburg.